# 奥兰治 (新泽西州)
奥兰治（Orange）是美国新泽西州埃塞克斯县的一个镇区，根据美国人口调查局2020年美國人口普查统计，共有人口34,447人。